# Bazil Bernstajn
Bazil Bernstajn (1. novembar 1924 — 24. septembar 2000) je bio britanski sociolog koji je poznat po radu u sociologiji obrazovanja. U okviru sociolingvistike bavio se odnosom između načina govora i socijalnih klasa.

## Biografija
Bernstajn je rođen 1. Novembra 1924. u jevrejskoj imigrantskoj porodici u istočnom Londonu. Nakon što se bavio predavanjem i socijalnim radom 1960. upisuje Univerzitet u Londonu, koji završava doktoratom iz oblasti lingvistike. Nakon toga prelazi na Institu za obrazovanje Univerziteta u Londonu, gde ostaje do kraja karijere. 

## Teorija jezičkih kodova
Bernstajn je svojom sociolingvističkom teorijom o jezičkim kodovima dao veliki doprinos proučavanju komunikacije. U okviru šire kategorije jezičkih kodova postoje razvijeni i ograničeni kodovi. Termin kod definiše Stiven Litldžon u Teoriji ljudske komunikacije (2002) odnosi se na set organizovanih principa kojima se koriste članovi društvene grupe“. On navodi da Bernstajnova teorija pokazuje kako jezik koji ljudi koriste u svakodnevnoj konverzaciji mogu oblikovati pretpostavke o određenoj društvenoj grupi. Takođe, odnosi uspostavljeni u okviru određene društvene grupe utiču na način na koji grupa koristi jezik, kao i na tip govora koji će koristiti.

## Razvijen i ograničen kod
Dva tipa jezičkog koda su razvijen i ograničen kod. Ograničen kod je pogodniji za govornike koji dele iste pretpostavke i mišljenja u vezi određene teme, dok za razvijeni kod govornik ne mora da ima takve pretpostavke niti razmišljanja, te je samim tim razvijeni kod temeljniji i detaljniji i ne zahtreva od slušaoca da čita između redova. U okviru ograničenog koda govornik se oslanja na prethodno znanje i zajednička interesovanja. Kod govornika ovaj kod stvara osećaj zajedništva i i pripadanja grupi. Ograničeni kod se koristi među prijateljima i porodicom i ostalim usko povezanim grupama. Za razliku od ograničenog razvijeni kod je kompletan i pun detalja, takav da ga svaki slušalac koji oslušne konverzaciju može razumeti, dok bi neupućenom slušaoci ograničen kod zvučao zbunjujuće. Postoje dva faktora koja doprinose razvoju ograničenog ili razvijenog koda unutar sistema. To su priroda društvenih grupa (porodica, vršnjačka grupa, škola, posao) u okviru sistema, kao i vrednosti koje su prisutne u sistemu. Ako su društvene grupe dobro definisane i strukturisane javiće se ograničeni kod. U društvu koje ceni individualnost naći ćete razvijeni kod, u užem društvu ograničeni kod. Bernstajn naglašava povezanost ova dva koda među društvenim klasama. On navodi da je verovatnije da ćete u radničkoj klasi čuti ogrničeni kod, dok ćete u srednjoj klasa čuti oba. Njegova istraživanja dokazuju da da osobe iz radničke klase imaju pristup jedino ograničenim kodu, koji su naučili tokom procesa socijalizacije. Nasuprot tome, zbog činjenice da je srednja klasa geografski, socijalno i kulturno mobilnija ima pristup kako ograničenom tako i razvijenom kodu. Iako je Bernstajnov sociolingvistički rad na razvijenom ii ograničenom kodu nadaleko poznat, predstavlja njegov najraniji rad. Ova tema je bila predmet znatnih nerazumevanja i kontroverzi. Bernstajn je naglašavao da „kod“ nije dijalekt i da teorija o kodovima nije buržoaski alibi za govor srednje klase niti razlog za nipodaštavanje na račun jezika radničke klase.